# Philo Farnsworth
Philo Taylor Farnsworth (Beaver, Utah, 1906. augusztus 19. – Salt Lake City, Utah, 1971. március 11.) amerikai feltaláló és televíziós pionír. A televízió fejlesztésében vett részt.